# Алі Кейта
Алі Кейта (швед. Aly Keita, нар. 8 грудня 1986, Вестерос) — шведський футболіст гвінейського походження, що грає на позиції воротаря.

## Ігрова кар'єра

### Клубна
Алі Кейта народився в центрі Швеції, у робітничому місті Вестерос. Хлопчаком його записали до місцевої спортивної школи-клубу «IK Oden». Найстарша за віком, їхня команда грає в 5-му дивізіоні, а це 6 за рангом/вагомістю регіональний турнір першості Швеції з футболу. З 2008 року юнака зманили до вищого за рангом клубу «Syrianska IF Kerburan» де він, невдовзі, став основним воротарем команди. Провівши 96 ігор, Алі Кейта привернув до себе увагу місцевих клубів.
Відтак у 2012 році він перебрався до рідного міста і його головної команди «Вестерос СК». Там він провів два сезони, зігравши 30 ігор. Якщо перший сезон у Дивізіоні 1 (третій за вагомістю турнір) він простояв половину матчів у рамці воріт команди, то другий йому пішов не в лад і, провівши лише 9 ігор, Алі Кейта став шукати інші варіанти кар'єри.
У 2014 році Алі Кейта подався на північ Швеції, у її зимову столицю Естерсунд. Даніель Чіндбенг, президент місцевого, однойменного клубу, запросив молодого воротаря до лав своєї команди, задля підсилення складу й ротації. Алі одразу ж заходився показувати свій воротарський потенціал, попри те, що вони вже грали в Супереттан лізі. А в наступному, 2015 році, він уже став повноцінним гравцем основи Естерсунд. За червоно-чорних орлів Алі грає вже 4 сезони: два в Супереттан лізі і два в Аллсвенскан — найвищій футбольній лізі Швеції.
У 2016 році його команда перемогла в Національному кубку, відтак вони пробилися, на наступний сезон, ще й до євро-кубків, зокрема до Ліги Європи з футболу.

### Збірна
У 2018 році Кейта прийняв запрошення від федерації футболу Гвінеї і вже восени того року дебютував у складі національної збірної цієї країни у кваліфікації до Кубку африканських націй.

## Титули та досягнення
Естерсунд
- Срібний призер у Супереттан: 2015
- Володар Кубка Швеції: 2016—17

## Поточні статистичні дані
Станом на 2 September 2017.
| Клуб                    | Сезон         | Ліга          | В лізі | В лізі | В кубку | В кубку | Загалом | Загалом |
| Клуб                    | Сезон         | Ліга          | Ігри   | Голи   | Ігри    | Голи    | Ігри    | Голи    |
| ----------------------- | ------------- | ------------- | ------ | ------ | ------- | ------- | ------- | ------- |
| «Syrianska IF Kerburan» | 2010          | Дивізіон 1    | 8      | 0      | 0       | 0       | 8       | 0       |
| «Syrianska IF Kerburan» | 2011          | Дивізіон 1    | 23     | 0      | 0       | 0       | 23      | 0       |
| «Вестерос СК»           | 2012          | Дивізіон 1    | 21     | 0      | 0       | 0       | 21      | 0       |
| «Вестерос СК»           | 2013          | Дивізіон 1    | 9      | 0      | 0       | 0       | 9       | 0       |
| «Естерсунд ФК»          | 2014          | Супереттан    | 14     | 0      | 1       | 0       | 15      | 0       |
| «Естерсунд ФК»          | 2015          | Супереттан    | 23     | 0      | 0       | 0       | 23      | 0       |
| «Естерсунд ФК»          | 2016          | Аллсвенскан   | 17     | 0      | 1       | 0       | 18      | 0       |
| Career totals           | Career totals | Career totals | 115    | 0      | 2       | 0       | 117     | 0       |